# Liste der Baudenkmale in Groß Stieten
In der Liste der Baudenkmale in Groß Stieten sind alle denkmalgeschützten Bauten der mecklenburgischen Gemeinde Groß Stieten und ihrer Ortsteile aufgelistet. Grundlage ist die Veröffentlichung der Denkmalliste des Kreises Nordwestmecklenburg mit dem Stand vom 16. September 2020. 

## Baudenkmale nach Ortsteilen

### Groß Stieten
| ID  | Lage                        | Bezeichnung                                        | Beschreibung | Bild |
| --- | --------------------------- | -------------------------------------------------- | ------------ | ---- |
| 657 | An der Wirtschaftsstraße 21 | Pferdestall der Gutsanlage von 1923 (Flur 1/16-38) |              |      |

## Quelle
- Denkmalliste des Landkreises Nordwestmecklenburg (Stand: 9. November 2023; PDF, 1,2 MByte)

- Karte mit allen Koordinaten:
- OSM |
- WikiMap